# 邓相超
邓相超（1955年12月25日—），山东建筑大学艺术学院副院长、教授。前山東省政協委員、濟南市政協常委。於微博批評毛澤東時代，被免去職務。

## 事件
邓相超在2016年12月26日毛泽东诞辰当天，转发了数条讽刺毛泽东的微博，其中一条是：“如果他45年死，中国少战死60万。如果58年死，少饿死3,000万；如果66年死，少鬥死2,000万。直到76年才死，我们才终于有饭吃。他做的唯一正确的一件事就是，死了。”

## 反应

### 官方
山东省政府2017年1月5日宣布解聘邓相超省政府参事职务，山东省政协6日免去他政协常委，并接受他辞去政协委员。山东建筑大学1月5日已经给予邓相超行政记过处分，1月5日起对他停职检查，办理退休手续，停止一切教学活动，不得以山东建筑大学教师身分从事各类社会活动。

### 其他
一些海外新闻媒体和社会评论人士对邓相超表示支持，认为中国官方的处理“打压言论自由”。